# Truth (cràter)
Truth és un cràter d'impacte en el planeta Venus de 47,3 km de diàmetre. Porta el nom de Sojourner Truth (1797-1883), abolicionista estatunidenca, i el seu nom va ser aprovat per la Unió Astronòmica Internacional el 1994.